# Dobrá Voda (okres Žďár nad Sázavou)
Dobrá Voda (německy Gutwasser) je obec v okrese Žďár nad Sázavou v Kraji Vysočina. Žije zde 389 obyvatel.
Západně od obce se nachází přírodní památka Dobrá Voda a severně od obce přírodní památka Šebeň.
Východní částí katastrálního území prochází od roku 1953 železniční trať Brno – Havlíčkův Brod a zasahuje do něj i severní část železniční stanice Křižanov. Do obce vedou silnice III. třídy.

## Historie
První písemná zmínka o obci pochází z roku 1252.

## Obyvatelstvo
| 1869 | 1880 | 1890 | 1900 | 1910 | 1921 | 1930 | 1950 | 1961 | 1970 | 1980 | 1991 | 2001 | 2011 |
| ---- | ---- | ---- | ---- | ---- | ---- | ---- | ---- | ---- | ---- | ---- | ---- | ---- | ---- |
| 558  | 496  | 493  | 511  | 509  | 465  | 488  | 401  | 397  | 364  | 347  | 329  | 342  | 328  |

## Školství
- Základní škola a Mateřská škola Dobrá Voda

## Pamětihodnosti
- Kaple sv. Cyrila a Metoděje z roku 1878

## Galerie

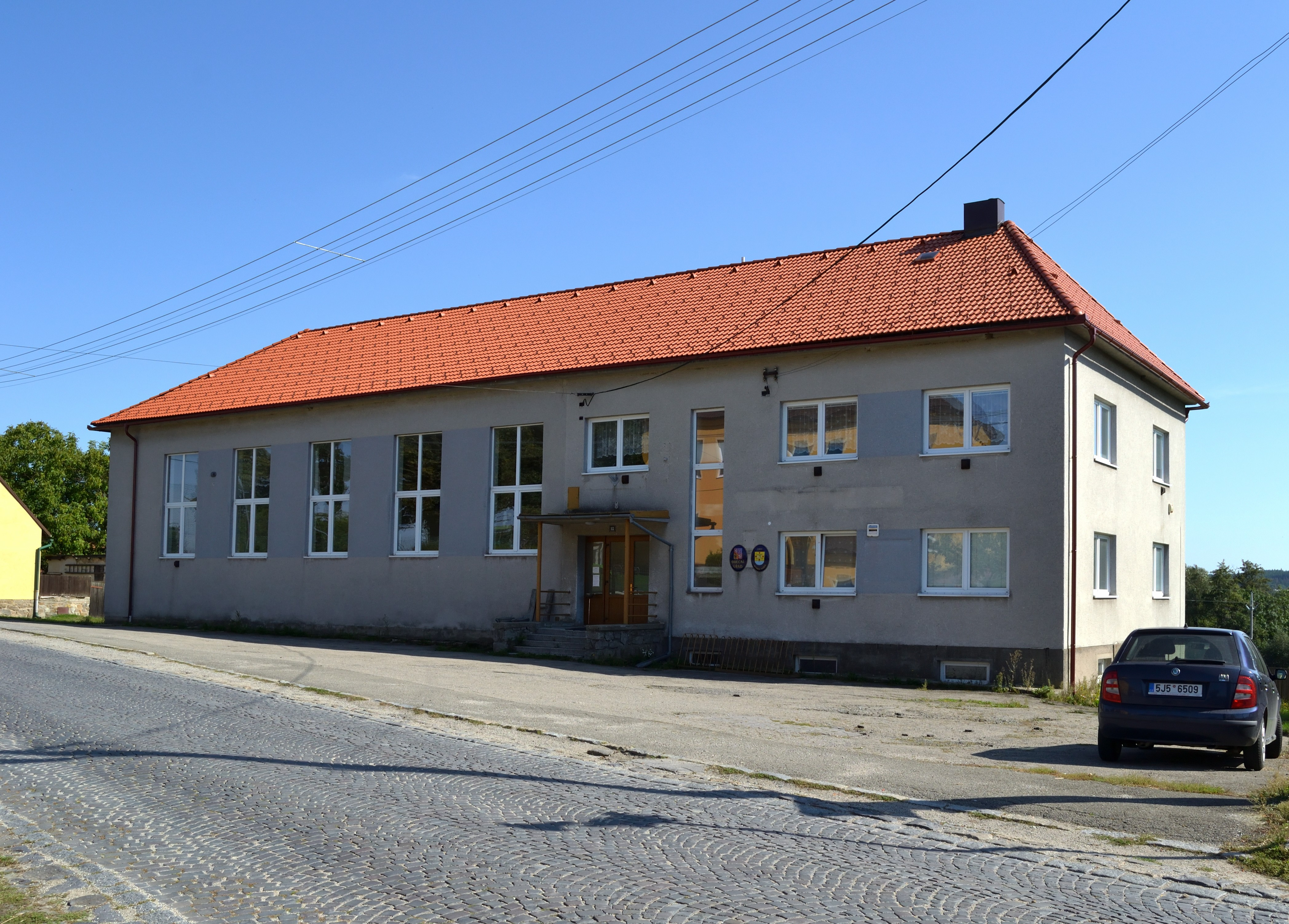
Obecní úřad
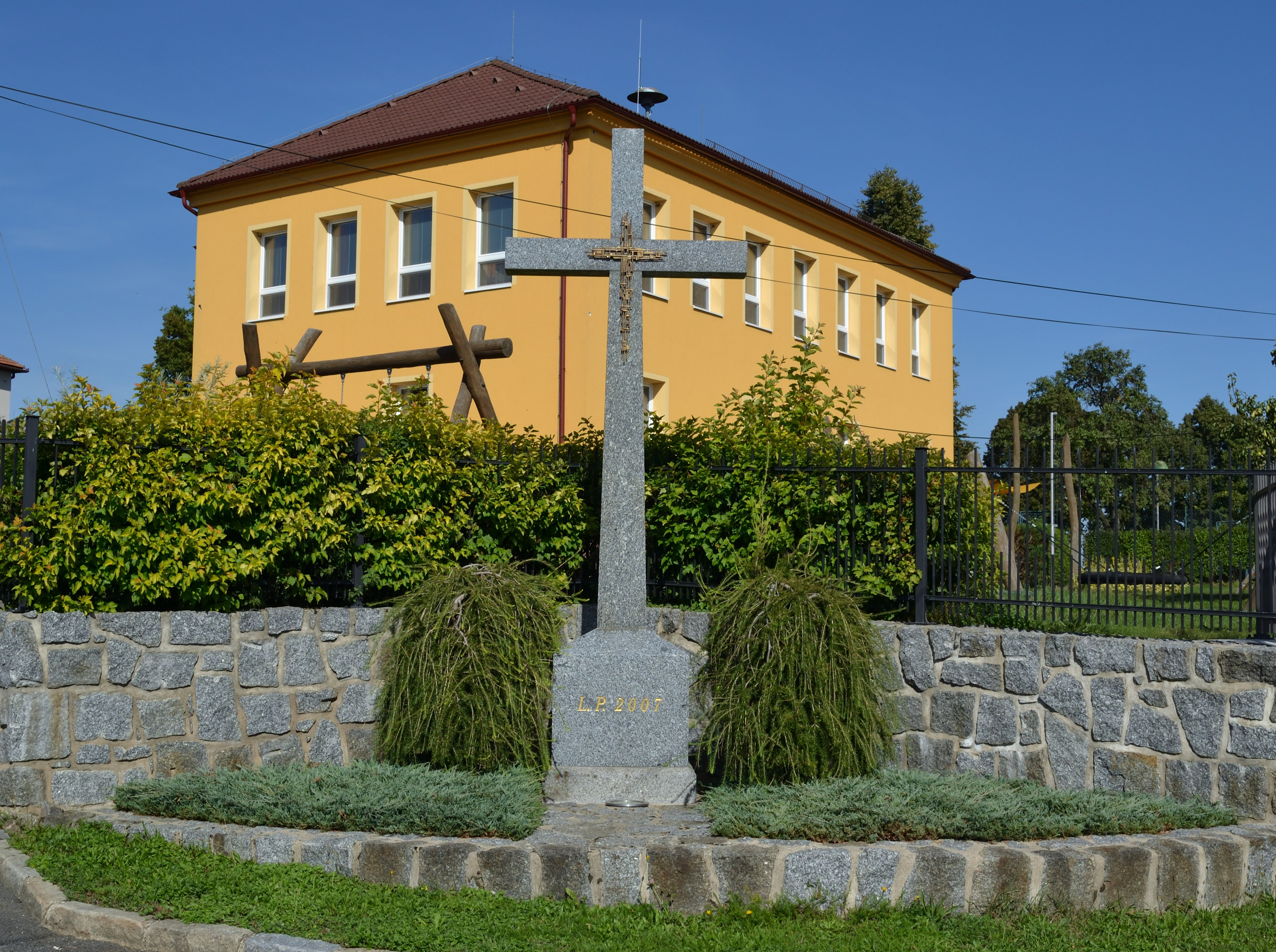
Kříž u školy
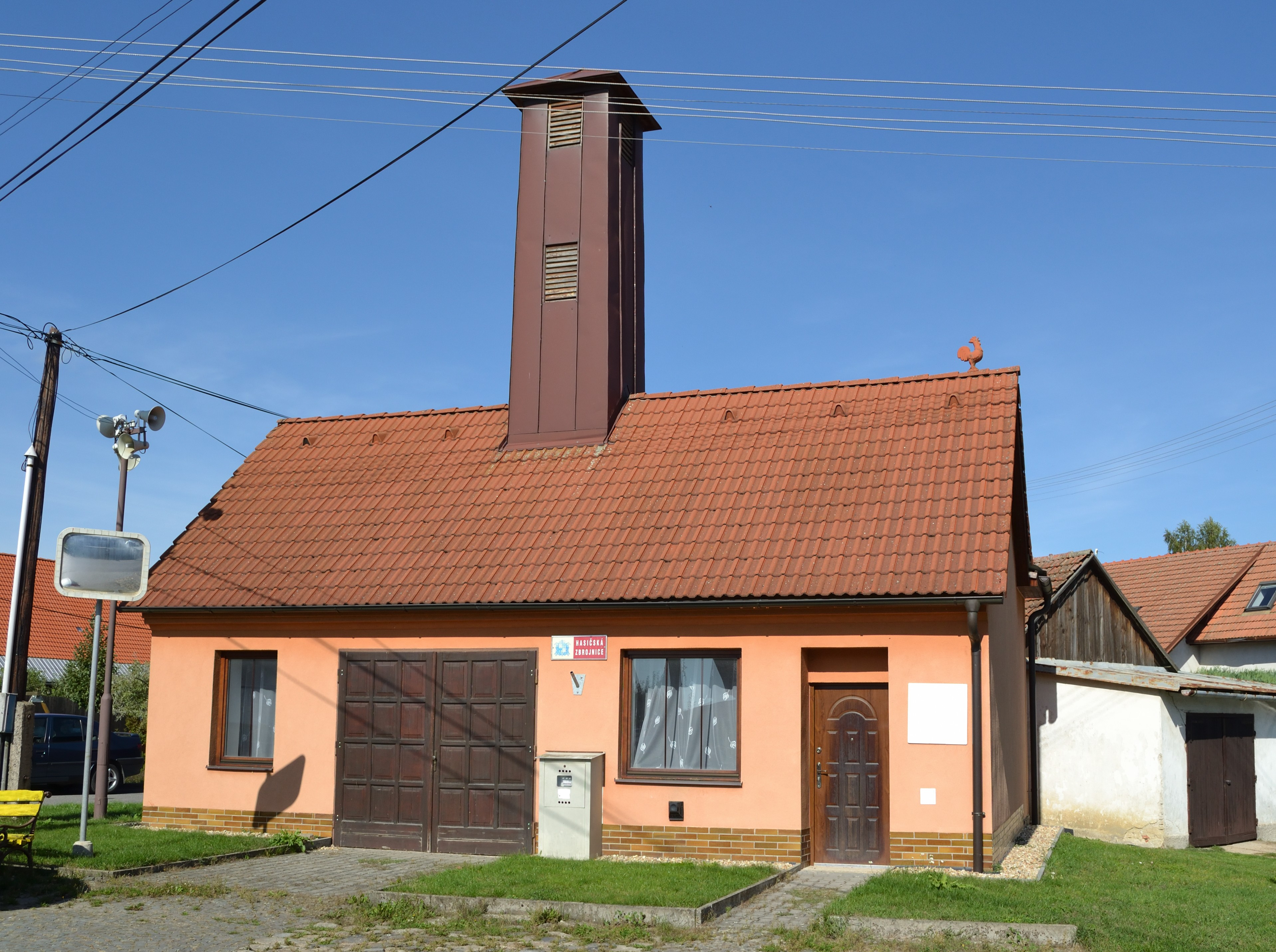
Hasičská zbrojnice
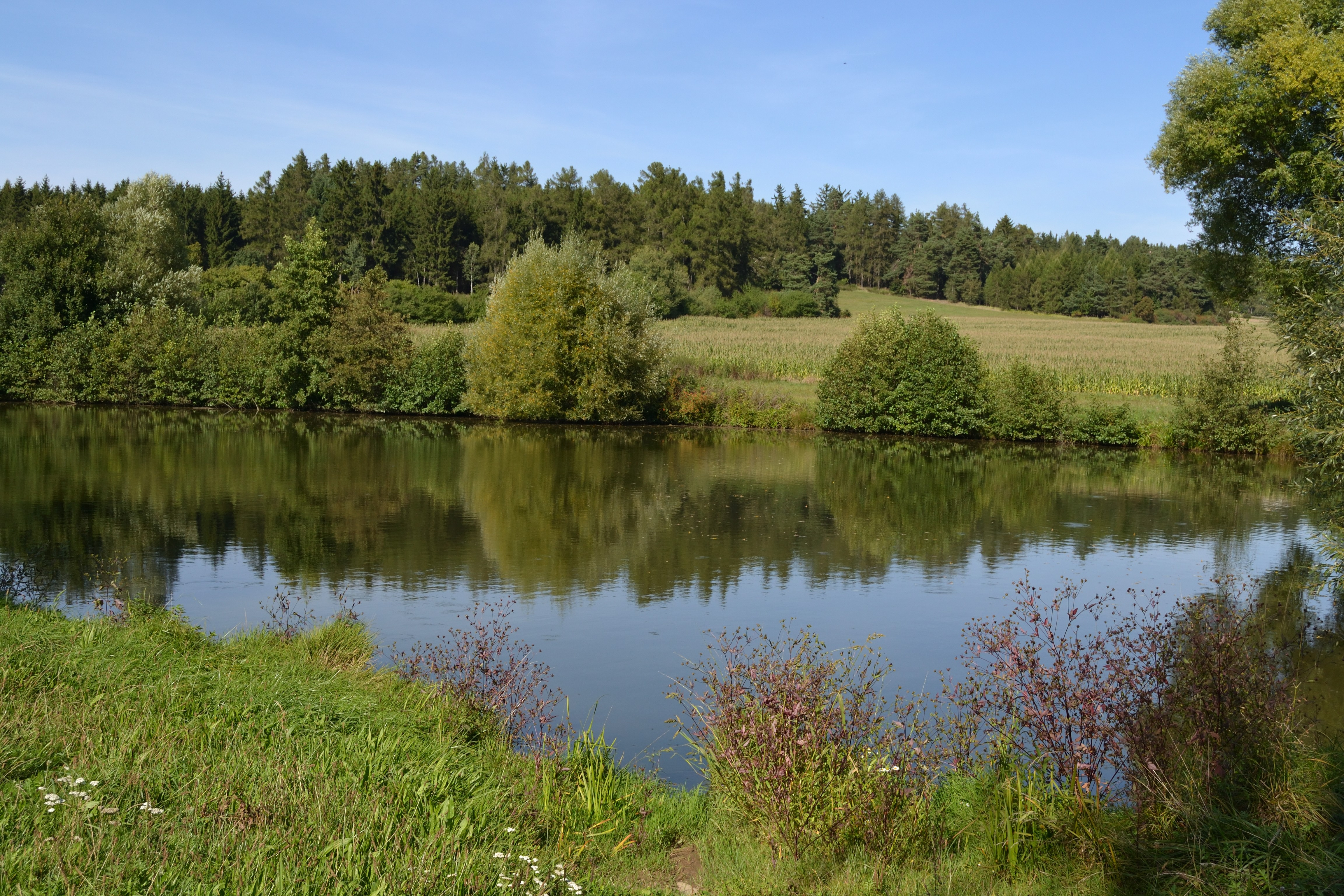
Rybník Obecník